# Slavmarknaden
Slavmarknaden (franska: Le Marché d'esclaves) är en oljemålning av den franske konstnären Jean-Léon Gérôme. 
Den målades 1866 och inköptes 1930 av Robert Sterling Clark som 1955 överförde den till Clark Art Institute som han samma år etablerat. Bilden visar två nakna slavar, en kvinna i mitten och en svart man längst till höger, som visas upp på en innergård. En spekulant kontrollerar slavkvinnans tänder medan säljaren står bakom kvinnan. 

## Konstnären och orientalism
Gérôme verkade inom den nyklassicistiska och akademiska stilen och tillämpade noggrann linjeföring och skulpturalt figurmåleri. Han var därmed en svuren motståndare till de samtidigt verksamma impressionisterna. 
Gérôme gjorde flera resor i Osmanska riket inklusive Egypten där han gjorde noggranna skisser av personer, kläder och arkitektur. Mer än två tredjedelar av hans målningar ägnas åt orientalistiska ämnen. Orientalismen var en stark strömning i Frankrike allt sedan Napoleons invasion av Egypten 1798 och när Société des Peintres Orientalistes Français grundades 1893 utnämndes Gérôme till hedersordförande. 
Det är dock osannolikt att Gérôme verkligen bevittnade en slavmarknad som vid den tiden var mycket sällsynta. Snarare är bilden en kombination av skisser gjorda på plats och fantasi som inkluderar sensuella skönheter. Hans tavlor var mycket populära i hemlandet där han regelbundet ställde ut på Parissalongen. Motivet med barbariska muslimer tilltalade fransmännen som därigenom kunde rättfärdiga expansionen av sitt kolonialimperium i Nordafrika.

## Politisk kontext 2019
Det högernationalistiska partiet Alternativ för Tyskland använde Gérômes bild på en valaffisch inför Europaparlamentsvalet 2019. Partiets bildtext löd Damit aus Europa kein Eurabien wird ("Så att Europa inte blir Eurabia"). Clark Art Institute tog avstånd från valaffischen.

## Relaterade målningar
Gérôme målade flera slavmarknadsscener som antingen utspelade sig i antikens Rom eller i Osmanska riket på 1800-talet. Han målade redan 1857 Köp av en slav, en bild mycket lik 1866 års version, som visar hur en romersk man i toga inspekterar en slav. Den tavlan är i privat ägo. 
Han återkom till ämnet omkring 1884 då han målade två likartade tavlor som båda skildrar antikens Rom. Den större av dem två, Slavmarknad i antikens Rom, är utställd på Eremitaget och visar en kvinnlig slav sedd framifrån. Den andra, En romersk slavmarknad, är utställd på Walters Art Museum i Baltimore och visar slavkvinnan bakifrån. Gérôme använde samma grepp i sin bildserie om Pygmalion och Galatea, det vill säga målade samma motiv från olika vinklar såsom det betraktades från olika håll. Slavkvinnans handrörelse, som markerar skam och förtvivlan, målade han också 1861 i Fryne inför Areopagen.

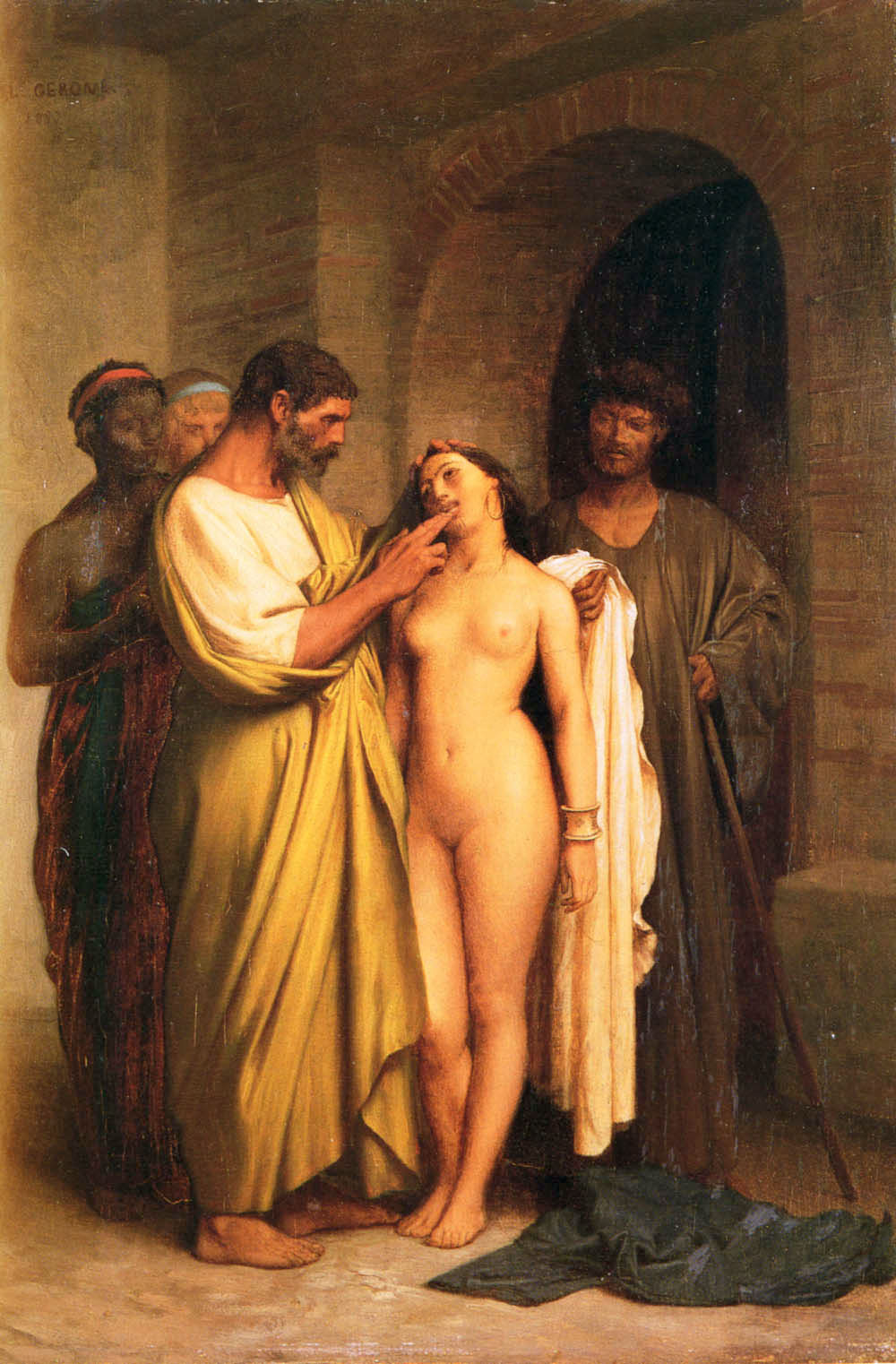
Gérômes Köp av en slav (1857) i privat ägo.
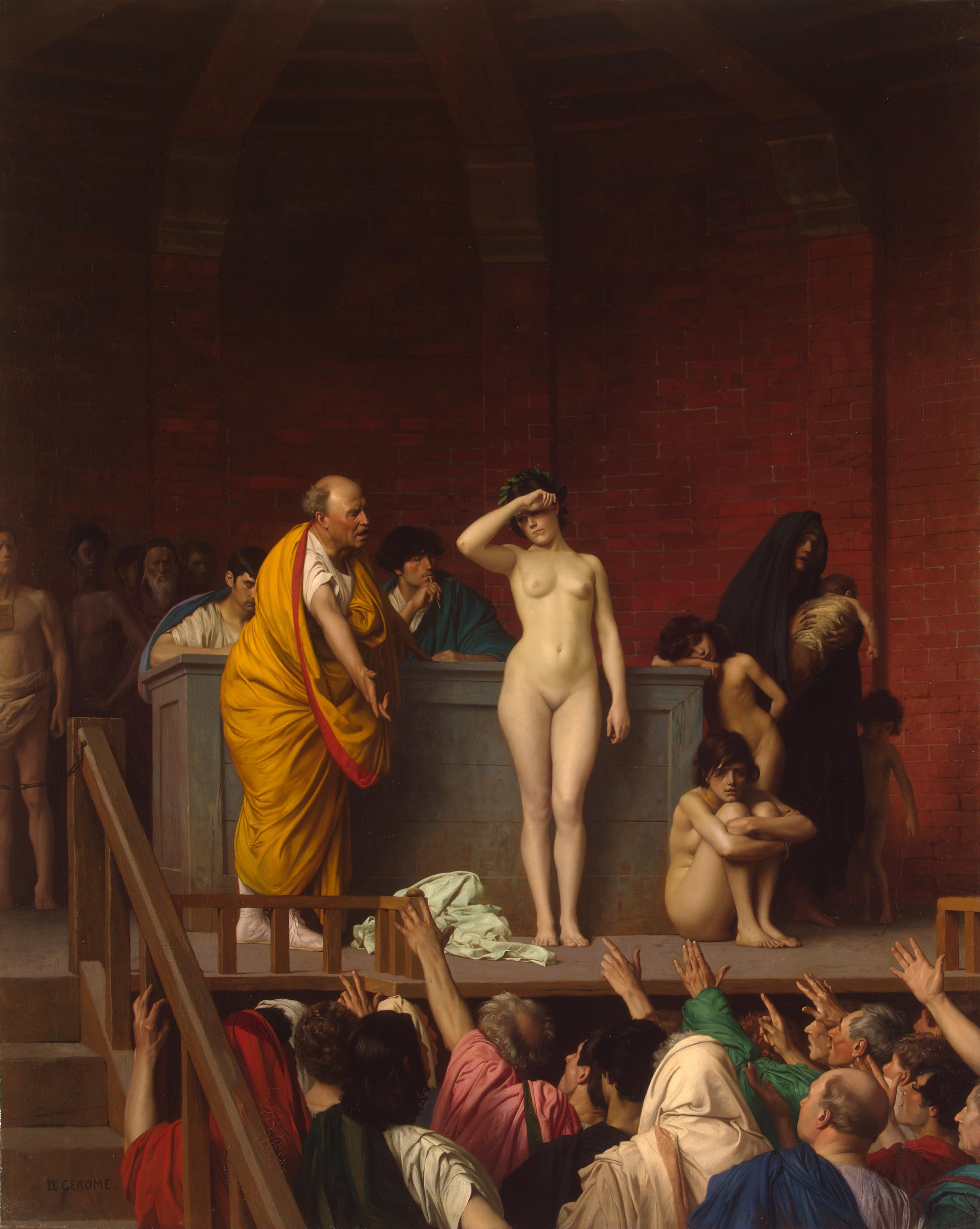
Gérômes Slavmarknad i antikens Rom (cirka 1884, 92x74 cm), Eremitaget.
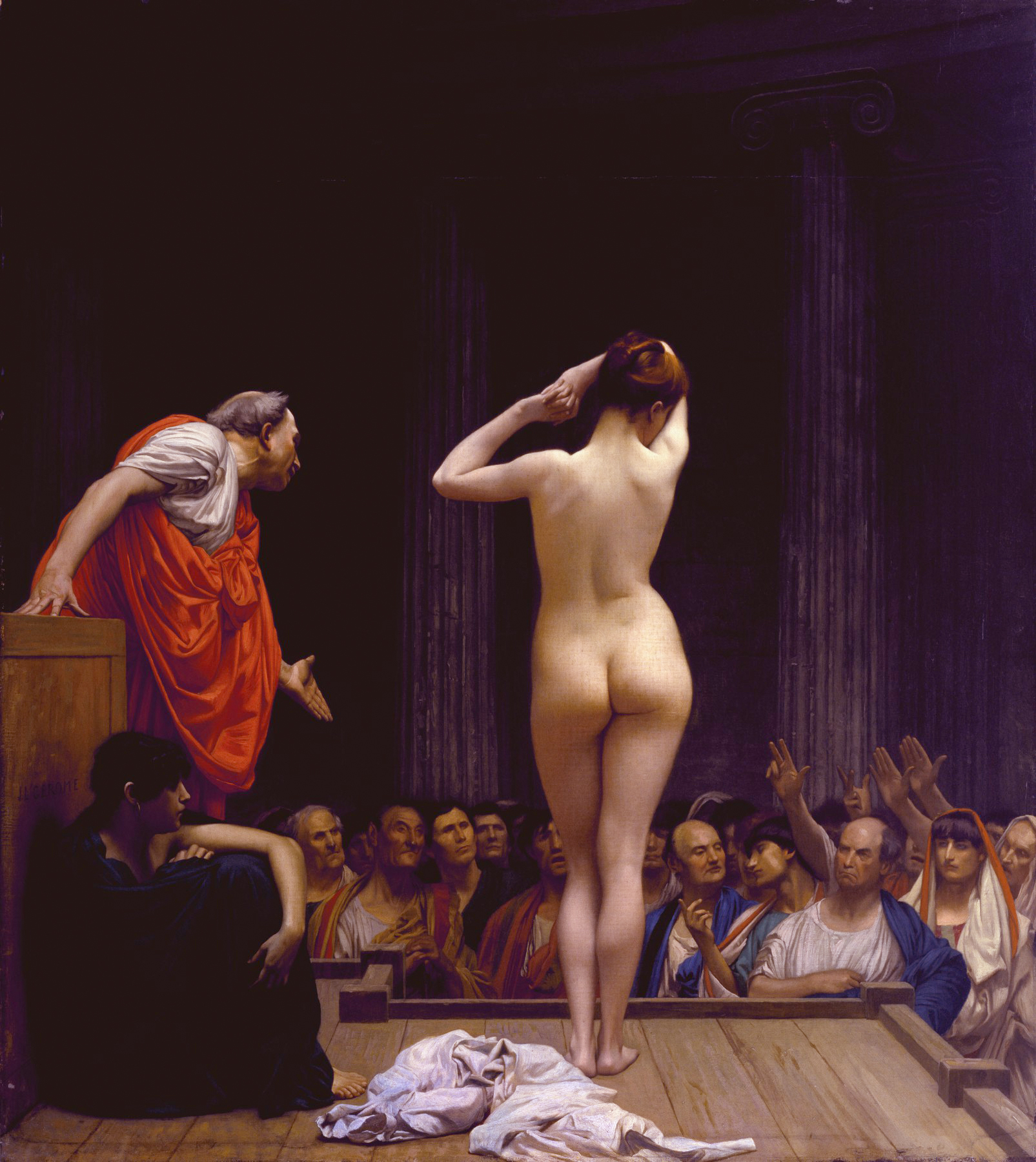
Gérômes En romersk slavmarknad (cirka 1884, 64 x 57 cm), Walters Art Museum.